# ペール・アルビン・ハンソン
ペール・アルビン・ハンソン（スウェーデン語: Per Albin Hansson、1885年10月28日 - 1946年10月6日）は、スウェーデンの政治家。死去するまで、1925年から社会民主労働党の党首、1932年から2度に亘って首相を務め、第二次世界大戦中は中立政策を維持しながら共産党を除いた主要政党を取り込んで連立政権を構成して、挙党一致で国防にあたり、中立を堅持した。前世紀からのスウェーデン政治の円熟した遺産である社会民主主義をより力強く確立する為に、法制化を通した中立政策と福祉政策双方の拡散を試み、生産手段の国有化より協同組合主義を選択した。首相在任中の帰宅途中に、心臓麻痺により死去した。

## 経歴

### 生い立ち

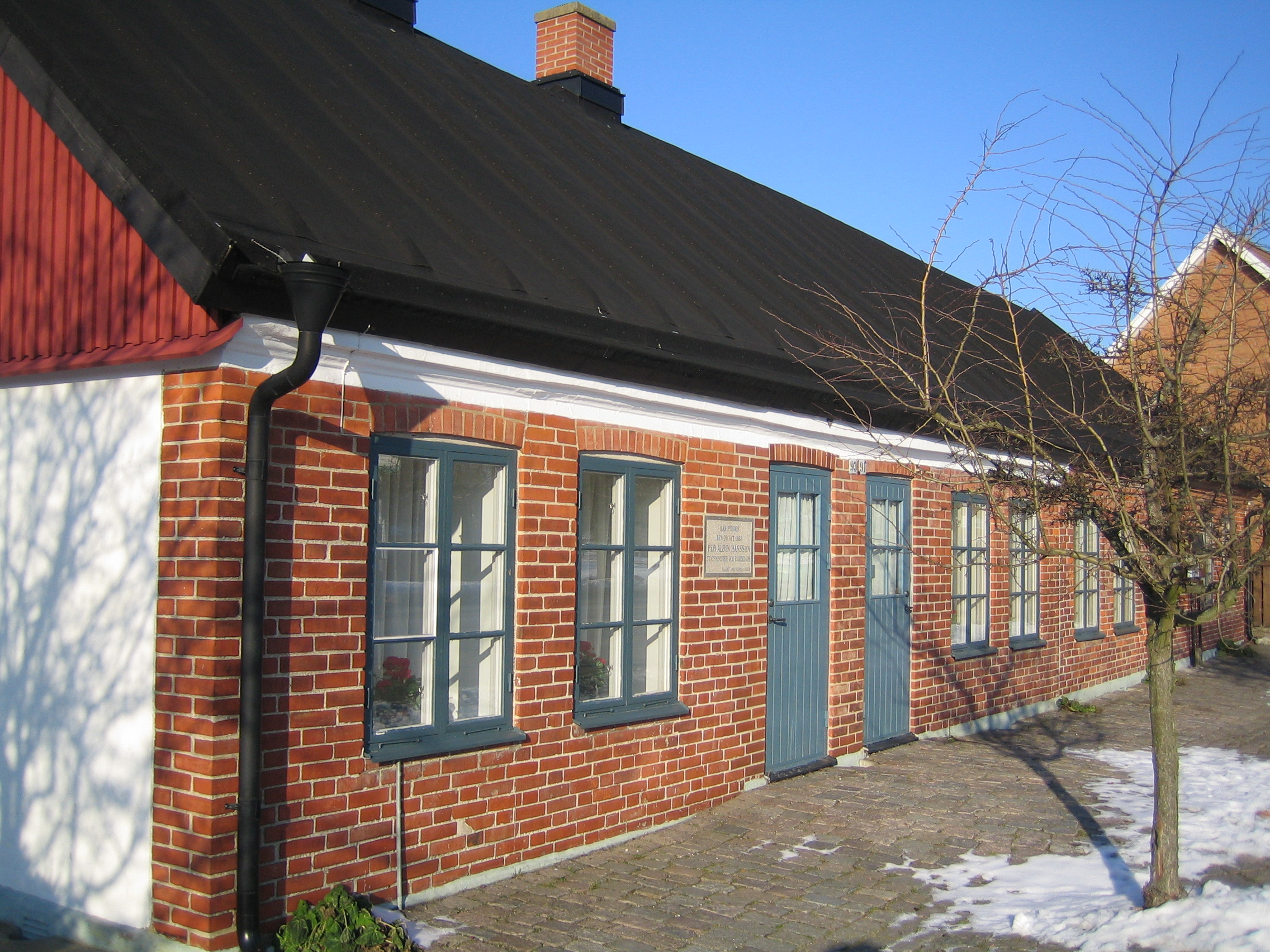
ハンソンの生家

マルメの貧しい労働者の家庭に生まれる。幼少の頃から商店の小間使い（日本で言う丁稚）を勤めながら成長したという根っからの「勤労大衆」だったハンソンは、無学故に差別される貧しい庶民の喜怒哀楽を、心から汲み取り、深く共感することが出来た。

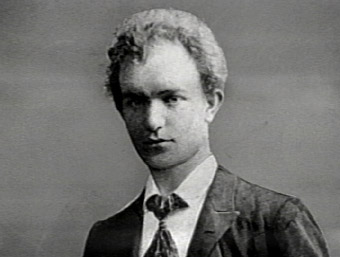
青年期のハンソン

専業政治家第1世代に属するハンソンは、1903年に青年社会民主党の創設に関与し、1908年～1909年にかけて議長を務めた。当時は保守的なアルヴィッド・リンドマン首相の政権下で、全てのスウェーデン人男性に対する普通選挙権と比例代表制が広まっていた時期だった。カール・カウツキーの社会改良主義的なビジョンを持っていたハンソンは、ヤルマール・ブランティングの後を継ぐ形でSocial-Demokraten紙の編集者となり、1920年にはスウェーデン初の社会民主主義内閣において、国防長官に指名された。ハンソンはブランティング内閣には3期全てに入閣し（1920年～25年）、軍備予算を持続的に削減し続けた。ブランティングの死後、ハンソンは社会民主労働党の党首に浮上し、合法性の問題に若干苦しめられたものの、すぐに反発を抑え込み、1928年に正式に党首となった。
1926年にカール・グスタフ・エクマンによる禁酒令推進運動が力を失うと、ハンソンは社民党を多数党として維持する為に社会主義者と連帯して、1928年に選挙に挑んだ（以降2010年まで社民党は左翼と連帯しなかった）。保守党とは実用主義と反ナチ主義という点では一致したが、大規模な国有化より福祉拡大を指向した。ハンソンはこの時期『国民の家』（Folkhemmet）をスローガンとした。国は全ての国民が幸福を享受する事が出来る『家』にならなければならない、というこの隠喩は非常に大きい大衆的説得力を発揮した。「国家は全ての国民の為の良い家にならなければならない」と主張していたハンソンは、余生を送るための自身の持ち家を一軒も有せず、生涯長屋暮らしを貫いた。
1936年6月、多数派によってハンソンが辞任圧力を受けると、彼は9月の総選挙まで臨時に維持する“休暇内閣”を構成した。以降、多数派であるアクセル・ペールソン=ブラムストルプとの追加交渉を通じて再度連立内閣を構成して、ペールソン=ブラムストルプを農務大臣として起用して、3年間政権を維持した。

### 戦時下の首相として

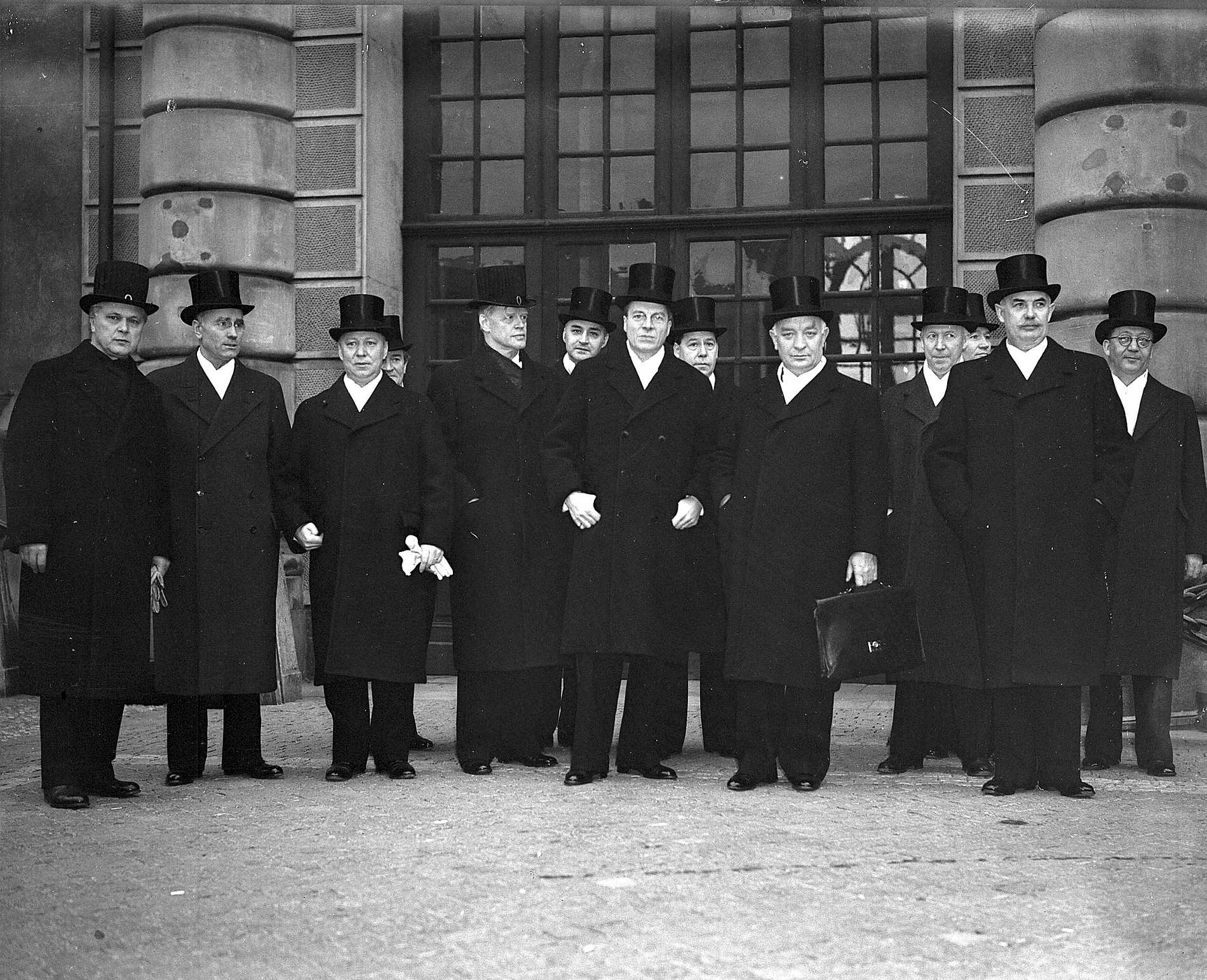
ハンソン内閣の面々（1939年12月13日、ストックホルム宮殿前にて）

1939年のナチス・ドイツとソビエト連邦によるポーランド侵攻後、ハンソンは厳正な中立を宣言して、彼のリーダーシップの下で全ての主要政党が参加する大連立を呼びかけた。同年12月13日に、スターリニズムを標榜する共産党と短命に終わった親ナチスの少数派閥である社会党を除く、社民党・保守党・自由党・農民同盟の4党による挙国一致内閣が成立した。スウェーデンはヨーロッパにおいてスペイン・ポルトガル・スイス・アイルランド・バチカンと同様に、第二次世界大戦全期間を通して中立を維持したが、前述した国々の様に、連合国・枢軸国の双方と協力ないし貿易関係を結び続けていた。ウィンストン・チャーチルは、「ナチス・ドイツによるデンマーク及びノルウェーへの侵攻が、ハンソン内閣が認可したスウェーデン領域内における輸送強化によって部分的に支えられていた」として、大戦下におけるスウェーデンが、自国の利益の為に中立義務違反という非常に道徳的な問題を無視している、と主張した。
1941年6月22日に開始されたバルバロッサ作戦において、ドイツは同盟国フィンランドを支える為に、1個師団をスウェーデンの鉄道によってノルウェーからフィンランドに2週間かけて輸送する事を要求すると同時に、要求を拒否した場合にはフィンランド共々スウェーデンへの武力侵攻を行う、という事実上の最後通牒をハンソン内閣に突き付けた。要求の受諾を巡ってスウェーデン国内は紛糾したが、地理的に枢軸国に囲まれている現状を鑑みたうえで、非交戦状態維持と独立確保という利益だけを念頭においた1度限りの譲歩として、完全武装した1万2千人規模の第163師団を2週間かけて移送する事に合意した。この最後通牒を取り巻く政治上の審議は『夏至の危機』と呼ばれ、世界史上類例の無い中立違反ないし中立国による戦争協力事例として、歴史的な汚点を残す結果となってしまった。因みに、国王グスタフ5世がドイツに譲歩しない場合は退位するとほのめかした事が、要求を受け入れる決定的なきっかけになったと伝えられているが、内閣を指名する権限を保持しているものの、第一次世界大戦以降政府の方針に直接介入しなかった国王の公然とした同問題への干渉は、政権の安定と継続中の戦争を考慮した上では、国家の主権に対する脅威と見做された。
近年の研究では、『危機』は社民党及びハンソン自身の政治的遺産を守る為の歴史的な後知恵によって創り上げられたものだと分析されている。
ドイツはルール地方の産業に必要な鋼を獲得する為に、伝統的な供給元であったフランスの鉱山からの供給が絶たれて以来、フランスを占領するまでの1939年～40年にかけて、スウェーデンからの鉄鉱石の輸出に依存していた。同じ時期に連合国は、ドイツへの鉄鉱石の輸出を妨害すべく、R4計画に代表される様々な作戦を立案した。また、連合国からスウェーデンへの食糧の輸出を停止をほのめかす圧力を受けた事により、ナチス・ドイツへの鋼の輸出を停止すると合意したものの、秘密裏に反故にして、スウェーデンはドイツに対して、鋼の輸出において法外な密輸料を請求し続けた。
ドイツによって事故を理由にスウェーデン領内に打ち込まれたV2ロケットを、1942年に連合国へ売却し、高度なナチスのロケット工学の詳細を譲渡する事になった。実質的に、第二次世界大戦の間にスウェーデンの直接的な戦争への関与を避ける事が、最も高い政治的優先順位とされた。1942年～43年頃にかけて連合国が優勢になると、スウェーデンは最早ドイツからの侵攻によって深刻に脅かされる事はなくなり、その後は譲歩の要求もその大部分を跳ね除け続けた。

### 戦後
ドイツの降伏後、ハンソンは全ての非共産党による社民党が主導する連立政権を維持するという自身の意思を前面に押し出したが、連立の維持より大戦後の抜本的な政治改革を優先課題とした党内の強い反対に遭い、頓挫することとなった。ハンソンは中立性を確保すべく、自身の反軍国主義的な見解を排除し、社会コーポラティズムや階級協調、国防軍以外の組織を国有化することを最小限に止めることを含めた改革政策に賛成したうえで、渋々単独政権に同意した。
1946年10月6日、帰宅途中にストックホルム市内で路面電車から降りようとした際、心臓発作により急死した。享年60歳。
野党との交渉や政策の協調において辣腕を振るい、大戦下において連合国・枢軸国双方からの圧力を、『狐の知恵、獅子の勇気、貝の忍耐』と評されるスタンスで耐え抜き、スウェーデンの中立政策及び福祉政策の基盤を築いた事から、現在でもスウェーデン国内では最も偉大な首相という評価を受けている。